# Rally Zagorje
Rally Zagorje je kot edini rally bil organiziran dvakrat v isti sezoni in sicer leta 2001 s strani KBM Racing Zagorje. Rally je potekal v mestu Zagorje ter bližnji Zasavski okolici. Prvi je bil na sporedu julija, drugi pa kot zadnja peizkušnja dražvnega prvenstva v mesecu novembru.

## Zmagovalci
| Leto | Dirkač          | Sovoznik       | Dirkalnik              |
| ---- | --------------- | -------------- | ---------------------- |
| 2001 | Tomaž Jemc      | Matjaž Korošak | Ford Escort WRC        |
| 2001 | Mitja Klemenčič | Gašper Ilijaž  | Mitsubishi Lancer EVO5 |